# Szczury laboratoryjne: Jednostka elitarna
Szczury laboratoryjne: Jednostka elitarna (ang. Lab Rats: Elite Force 2016) – amerykański sitcom będący kontynuacją seriali Szczury laboratoryjne i Oddział specjalny. Serial został stworzony przez twórców Szczurów laboratoryjnych - Chrisa Petersona i Bryana Moore’a. W rolach głównych występują Billy Unger, Kelli Berglund, Bradley Steven Perry, Jake Short i Paris Berelc. Jego produkcja rozpoczęła się w październiku 2015 roku, a premiera odbyła się 2 marca 2016 roku na kanale Disney XD. Polska premiera serialu odbyła się 3 października 2016 roku także na kanale Disney XD.
W październiku 2016 roku, obsada serialu jak i sami twórcy potwierdzili na twitterze, że serial zakończy się po pierwszym sezonie.

## Fabuła
Po tym jak Oddział specjalny został zniszczony przez grupę nieznanych złoczyńców, Kaz, Oliver i Skylar łączą siły z Bree i Chase'm tworząc Elitarną jednostkę łączącą supermoce z bionicznymi zdolnościami, mającą na celu tępienie złoczyńców. Cała piątka przenosi się do technologicznie wyposażonego apartamentu w Centium City.

## Obsada

### Główna
- Bradley Steven Perry jako Kaz – 17 letni chłopak, który niegdyś pracował na Oddziale specjalnym. Po zniszczeniu szpitala dołączył do Elitarnej jednostki. W finałowym odcinku Oddziału specjalnego nabył supermoce poprzez Arcturion. Od tam tej pory potrafi latać. Kaz posiada także pyrokinezę i potrafi pluć ognistymi granatami. Zawsze chciał mieć świnię. Ma 11 rodzeństwa, a w odcinku "The Superhero Code" odwiedził go jego młodszy brat Kyle, który widział jak używa moce, jednak Kaz mówi mu, że to bionika.
- William Brent jako Chase Davenport – 18 letni chłopak, który posiada bioniczne zdolności. Młodszy brat Bree. Jest najinteligentniejszym człowiekiem na Ziemi. Potrafi stworzyć pole siłowe do ochrony przed napastnikami. Potrafi także je potem zmniejszyć by rzucić w przeciwnika. Posiada super słuch i magnez w rękach. Potrafi przenosić przedmioty za pomocą myśli, potrafi lewitować i stworzyć laser bo do walczenia. Ma w głowie bazę danych do przechowywania obrazów, twarzy i odcisków palców. Ma w oczach skaner, wizje ciepła, mikroskop, rentgen. Potrafi bardzo szybko czytać. Działa jako lider misji i nie podoba mu się, gdy ktoś nie zgadza się z jego pomysłami, lub próbuje zabrać mu to stanowisko. Dzięki niemu Skylar odzyskała moce.
- Jake Short jako Oliver – 17 letni chłopak, który niegdyś pracował na Oddziale specjalnym. Po zniszczeniu szpitala dołączył do Elitarnej jednostki. W finałowym odcinku Oddziału specjalnego nabył supermoce poprzez Arcturion. Od tamtej pory potrafi latać. Potrafi strzelać wodnymi i lodowymi pociskami i jest super silny. Najlepszy przyjaciel Kaza. Jest zakochany w Skylar ze wzajemnością. Jego matka to Bridget, która jest złoczyńcą znanym jako Mr. Terror.
- Kelli Berglund jako Bree Davenport – 19 letnia dziewczyna, która posiada bioniczne zdolności. Starsza siostra Chase’a. Jest najszybszym człowiekiem na Ziemi. Jest bardzo zwinna i potrafi bardzo wysoko skakać. Potrafi chodzić po ścianach i suficie. Może naśladować głosy innych i stać się niewidzialna. Zaprzyjaźniona ze Skylar jako iż są one jedynymi dziewczynami w grupie. Była zakochana kiedyś w Oliverze, ale kiedy Skylar uświadomiła jej, że Oliver przypomina Chase’a to Bree przestała się nim interesować. Uważała, że Roman i Riker są uroczy. Reklamowała buty, które były nazwane "Bree-zers". W odcinku " The Rock" miała pośredi kontakt z Arcturionem i nabyła supermoce stając się pierwszym na świecie połączeniem superbohatera i bionicznego człowieka. Jej nowe moce to Termo dotyk, Protonowy dysk, Termojądrowe uderzenie i Świetlne dłonie.
- Paris Berelc jako Skylar Burza – nastoletnia superbohaterka pochodząca z planety Caldera. Przyjaźni się z Kazem i Oliverem, w którym się podkochuje ze wzajemnością, jednak stara się to ukrywać. Straciła swoje supermoce, jednak odzyskała je dzięki Chase’owi w odcinku "Power Play". Miała 24 supermoce, jednak część z nich straciła by ratować życie Bree. Jej byłe i obecne moce to: super silna, super szybka, potrafi latać, przechodzić przez ściany, potrafi strzelać plazmowymi wiązkami energii, potrafi zatrzymywać czas, potrafi prześwietlać przedmioty czy ogrzewać je wzrokiem. Potrafi także przenosić przedmioty myślą, eksplodować różne rzeczy, strzelać laserami z rąk, kontrolować ciała niebieskie czy grawitację, potrafi paraliżować ludzi, tworzyć portale, stawać się niewidzialna czy kamuflować się w otoczeniu. Skylar potrafi także zmieniać wielkość, zamieniać ludzi w kamień, przetrwać w kosmosie, uleczać się, a także stworzyć pole siłowe.

## Wersja polska
Wersja polska: SDI Media Polska

Reżyseria: Artur Kaczmarski

Dialogi:
- Artur Warski (odc. 1-3),
- Dariusz Paprocki (odc. 4-16)

Dźwięk: Łukasz Fober

Kierownictwo produkcji: Katarzyna Ciecierska

W wersji polskiej udział wzięli:
- Iga Krefft – Bree Davenport
- Maciej Musiał – Chase Davenport
- Franciszek Boberek – Kaz
- Julia Chatys – Skylar Burza
- Jakub Zdrójkowski – Oliver

W pozostałych rolach:
- Grzegorz Kwiecień – Donald Davenport (odc. 1-2)
- Maciej Kosmala – Roman (odc. 1, 7)
- Kamil Pruban – Riker (odc. 1, 7)
- Ewa Kania – pani Ramsey (odc. 3)
- Mateusz Ceran – Kyle (odc. 4)
- Krzysztof Cybiński – Douglas Davenport (odc. 5, 9, 16)
- Przemysław Stippa – Tony (odc. 5)
- Katarzyna Kozak – Terry Perry (odc. 6, 13-14, 16)
- Mikołaj Klimek – Klincz (odc. 8)
- Jakub Jóźwik – Bob (odc. 8)
- Anna Sroka-Hryń – Tasha (odc. 15)

i inni
Lektor: Artur Kaczmarski

## Odcinki
| Seria | Seria | Odcinki | Oryginalna emisja | Oryginalna emisja    | Oryginalna emisja   | Oryginalna emisja |
| Seria | Seria | Odcinki | Premiera serii    | Finał serii          | Premiera serii      | Finał serii       |
| ----- | ----- | ------- | ----------------- | -------------------- | ------------------- | ----------------- |
|       | 1     | 16      | 2 marca 2016      | 22 października 2016 | 3 października 2016 | 28 lutego 2017    |

### Seria 1: 2016-17
| 1 | The Rise of Five             | Nowa piątka          | Guy Distad           | Chris Peterson Bryan Moore | 2 marca 2016         | 3 października 2016                               | 101     |
| Donald pokazuje Bree i Chase’owi ich nowy apartament, w którymś niegdyś dorastał. Przedstawia im członków ich nowej drużyny, którymi okazują się być Kaz, Oliver i Skylar, którzy dołączyli do drużyny po tym, jak Oddział specjalny został zniszczony przez dwójkę nieznanych złoczyńców. Gdy otrzymują od nich wiadomość, Kaz postanawia sam ich znaleźć. Okazuje się, że sprawcami zniszczenia Szpitala są Roman i Riker, dwójka zmiennokształtnych nastolatków. Okazuje się, że przeszli na złą stronę po tym, gdy Kaz i Oliver uratowali życie ich ojcu Rodissiius'owi zabierając mu moce. Ci przekonani, że bycie bez mocy jest gorsze niż bycie martwym szukają zemsty. Gdy Bree, Chase, Oliver i Skylar przybywają, Roman i Riker atakują całą piątkę i porywają Skylar. Reszta ratuje ją, a Oliver używając swojej mocy zamraża złoczyńców. Później jednak ci uciekają. W domu drużyna mówi Donaldowi, że złoczyńcy uciekli, ale nie przejmują się tym zbytnio. Potem widać na tarasie ich domu Romana i Rikera, którzy planują zemstę. Gościnnie: Booboo Stewart jako Roman, Ryan Potter jako Riker, Hal Sparks jako Donald Davenport Użyte moce: - Bree: Super szybkość - Chase: Skaner, Widmalna wizja - Kaz: Pyrokineza - Oliver: Kryokineza, Latanie, Super siła |                              |                      |                      |                            |                      |                                                   |         |
| 2 | Holding Out for a Hero       | Czekając na bohatera | Guy Distad           | Mark Brazill               | 9 marca 2016         | 4 października 2016                               | 102     |
| Kiedy okazuje się, że Kaz i Oliver mają moce, o których nie wiedzą, Donald uruchamia dla nich trening, jednak Kaz wypada znacznie lepiej od Olivera. Ten prosi o pomoc Chase’a w opanowaniu swojej nowo odkrytej mocy, by zaimponować Davenportowi. Kiedy Oliver prezentuje moc, ta wymyka się spod kontroli i wyrzuca Donalda poza budynek. Donald trzyma się na wysokości 110 pięter na swojej kamiennej podobiźnie. Oliver chce go uratować. Tymczasem Skylar zaczyna być dla Bree jak siostra, jednak Skylar ciągle bije Bree. Okazuje się, że mając tylko siostry na rodzinnej planecie Skylar potrzebuje brata i dlatego bije Bree. Gościnnie: Hal Sparks jako Donald Davenport Użyte moce: - Bree: Niewidzialność - Kaz: Ogniste granaty - Oliver: Latanie, Super siła, Hydrokineza, Kryokineza |                              |                      |                      |                            |                      |                                                   |         |
| 3 | Power Play                   | Odzyskać moc         | Guy Distad           | Andy Schwartz              | 16 marca 2016        | 5 października 2016                               | 103     |
| Oliver namawia Chase’a by pomógł mu przywrócić moce Skylar. Kiedy Chase odkrywa antidotum, które przywróci jej moce, coś idzie nie tak i Skylar dmucha trującą substancją, która może zabić ją i wszystkich mieszkańców budynku. Oliver i Chase muszą coś zrobić. Chase twierdzi, że jedynym pomysłem by uratować ludzi jest zniszczenie Skylar. Oliver się nie zgadza, ale kiedy Skylar wydostaje się z pola siłowego, Oliver panikuje i próbuje ją zniszczyć, jednak Skylar strzela do niego z plazmy, a jej organizm pokonał usterkę. Skylar odzyskuje moce. Tymczasem Bree nie chce by Kaz opiekował się świnką sąsiadki, ale ten nie słucha jej. Wkrótce okazuje się, że sąsiadka to złodziejka, a świnka to jej pomocnik i oboje więżą Bree i Kaza na tarasie. Epizodycznie: Patrika Darbo jako pani Ramsey Użyte moce: - Chase: Pole siłowe - Kaz: Latanie - Oliver: Hydrokineza - Skylar: Ionikineza, Chronikineza |                              |                      |                      |                            |                      |                                                   |         |
| 4 | The Superhero Code           | Kodeks bohatera      | Victor Gonzalez      | Julia Miranda              | 23 marca 2016        | 6 października 2016                               | 106     |
| Elitarną jednostkę odwiedza Kyle, młodszy brat Kaza. Kaz jest zazdrosny, gdy Kyle jest bardziej zainteresowany bionicznymi ludźmi niż nim, więc chce mu powiedzieć o swoich mocach, ale nie może ze względu na "Kodeks Superbohaterów". Kiedy Kyle jest w niebezpieczeństwie Kaz używa mocy by go uratować. Tymczasem Bree oskarża Olivera o niszczenie jej rzeczy, ale wkrótce odkrywa, że to nie Oliver tylko Skylar, która nie panuje jeszcze nad swoimi mocami, których długo nie miała. Później Kaz wmawia bratu, że posiada bionikę, o której ma nikomu nie mówić. Kaz, Oliver i Skylar wpadają na pomysł, że teraz tak jak Bree i Chase mogą używać publicznie mocy i wmawiać ludziom, że to bionika, by chronić tajemnice o superbohaterach. Epizodycznie: Tristan Devans jako Kyle Użyte moce: - Kaz: Pyrokineza - Oliver: Kryokineza - Chase: Molekularna kineza - Skylar: Eksplozja |                              |                      |                      |                            |                      |                                                   |         |
| 5 | Need for Speed               | Prześcignąć siebie   | Victor Gonzalez      | Greg Schaffer              | 30 marca 2016        | 7 października 2016                               | 104     |
| Bree występuje w reklamie butów o nazwie "Bree-zers". Kiedy podczas pokazu swojej super szybkości prawie upada na dziecko w wózku, Skylar ratuje je używając własnej szybkości. Producent reklamy, Tony jest zafascynowany wyczynem Skylar. Bree jest zazdrosna i nie jest w stanie uwierzyć, że Skylar jest szybsza od niej. Tony chce rozwiązać ich spór podczas wyścigu, jednak żadna z dziewczyn nie była uczciwa podczas niego, więc wyścig zakończył się niejasno i nie wiadomo, która jest szybsza. Tymczasem Douglas przybywa do miasta by zaprojektować misyjne kombinezony dla Elitarnej jednostki, jednak Chase nie chce się na to zgodzić, przez co oboje konkurują Kaz zostaje "modelem" Chase’a, a "Oliver" Douglasa. Gdy okazuje się, że oba projekty mają za dużo gadżetów, Douglas i Chase postanawiają razem stworzyć kombinezony. Epizodycznie: Johnathan McClain jako Tony Gościnnie: Jeremy Kent Jackson jako Douglas Davenport Użyte moce: - Bree: Super szybkość - Skylar: Super szybkość, Super siła |                              |                      |                      |                            |                      |                                                   |         |
| 6 | Follow the Leader            | Kodeks bohatera      | Guy Distad           | Ken Blankenstein           | 6 kwietnia 2016      | 10 października 2016                              | 105     |
| Perry przybywa do apartamentu i okazuje się, że mieszka w bazie. Przez strzał z działa powoduje, że ona i Chase są w niej uwięzieni. Kiedy reszta ekipy nie chce czekać na Chase’a, gdy idą na ich pierwszą wspólną misję,idą tam sami. Gdy Chase wychodzi z bazy, okazuje się, że jego drużyna właśnie wróciła, a role lidera pełniła Skylar. Bree, Kaz i Oliver są pod wrażeniem Skylar jako liderki, jednak to nie podoba się Chase’owi, który postanawia uwięzić ją i Perry w bazie podczas kolejnej misji. Gościnnie: Maile Flanagan jako Terry Perry Użyte moce: - Skylar: Ionikineza |                              |                      |                      |                            |                      |                                                   |         |
| 7 | The List                     | Lista                | Victor Gonzalez      | Kenny Byerly               | 13 kwietnia 2016     | 11 października 2016                              | 107     |
| Skylar dowiaduje się, że jej koleżanka Crossbow/Kusza, która jest superbohaterką ukrywa się w Centium City przed Romanem i Rikerem. Chce się z nią spotkać, jednak Chase zabrania, gdyż Roman i Riker mogą śledzić Skylar i zrobić krzywdę Crossbow/Kuszy. Oliver postanawia pomóc Skylar i idzie z nią. Okazuje się, że śledzi ich Roman. Tymczasem Riker wkrada się do apartamentu i pod postacią Kaza chce zabrać listę z lokalizacjami superbohaterów, jednak zostaje złapany przez Bree i Chase’a. Dochodzi do walki pomiędzy Crossbow/Kuszą, a Romanem. Kiedy przybywają Kaz, Bree i Chase, Roman jest już blisko zabicia Crossbow/Kuszy. Mówi, że tego nie zrobi, gdy przyprowadzą do niego Rikera, więc Bree biegnie po niego. Roman i Riker chcą listę bohaterów inaczej zabiją innych superbohaterów, jednak kiedy Riker podrzuca listę do Romana, Crossbow/Kusza niszczy ją, więc Roman ją zabija. Skylar jest wściekła i pokonuje braci, którzy uciekają. W bazie drużyna ubolewa nad śmiercią Crossbow/Kuszy, ale Kaz i Oliver wpadają na pomysł by odwrócić jej rękawiczki na drugą stronę, przez co ładunek elektryczny przywróci ją do życia. Udaje się to. W kryjówce Romana i Rikera ich ojciec Rodissiius jest wściekły za niewypełnienie misji i mówi, że ma plan jak zniszczyć Elitarną jednostkę. Gościnnie: Booboo Stewart jako Roman, Ryan Potter jako Riker, Eric Steinberg jako Rodissiius Epizodycznie: Pepi Sounga jako Crossbow/Kusza Użyte moce: - Skylar: Ionikineza, Super siła - Bree: Super szybkość - Roman: Zmiennokształtność, Elektrokineza, Super skoczność, Super siła - Riker: Zmiennokształtność - Crossbow/Kusza: Laserowa kusza |                              |                      |                      |                            |                      |                                                   |         |
| 8 | Coming Through in the Clutch | Olimpiada            | Hal Sparks           | Jason Dorris               | 25 lipca 2016        | 12 października 2016                              | 109     |
| Kiedy ulubiony sportowiec Olivera, Clutch ma wystąpić na olimpiadzie, wybiera sobie na wywiadowce Kaza zamiast Olivera. Ten czuje się zazdrosny i niechcący miażdży mu nogę. Później wraz z pomocą Skylar i Kaza stara się to naprawić. Tymczasem Bob bierze udział w mini-zawodach, więc Chase proponuje mu by używał bioniki by wygrać. Nie podoba się to Bree, która bierze pod swe skrzydła dziewczynkę o imieniu Zoe by ta wygrała zawody. Gościnnie: Brandon Salgado-Telis jako Bob Epizodycznie: Justin Lopez jako Clutch, Sanai Victoria jako Zoe Użyte moce: - Chase: Molekularna kineza, Magnetyzm - Bree: Super szybkość, Niewidzialność - Skylar: Super szybkość - Oliver: Super siła, Kryokineza - Kaz: Pyrokineza - Bob: Super siła |                              |                      |                      |                            |                      |                                                   |         |
| 9 | The Intruder                 | Intruz               | Jody Margolin Hahn   | Ken Blankenstein           | 10 września 2016     | 13 października 2016                              | 112     |
| Chase i Douglas starają się pozbyć młodocianego geniusza z bazy. Jednak kiedy chłopak okazuje się być bystrzejszy, postanawiają przyjąć go do ekipy, jednak AJ hackuje chip Chase’a co doprowadza do usterki. Tymczasem chłopaki i dziewczyny rywalizują o to kto dłużej wytrzyma bez używania mocy. Gościnnie: Elisha Hening jako AJ, Jeremy Kent Jackson jako Douglas Davenport Użyte moce: - Chase: Magnetyzm, Super inteligencja - Bree: Super szybkość, Niewidzialność - Skylar: Ionikineza - Oliver: Latanie, Super siła - Kaz: Pyrokineza |                              |                      |                      |                            |                      |                                                   |         |
| 10 | The Rock                     | Skała                | Hal Sparks           | Mark Brazill               | 17 września 2016     | 20 lutego 2017                                    | 114     |
| Kiedy AJ tworzy ranking Elitarnej jednostki umieszczając jej członków kolejno od pierwszego miejsca: Skykar, Kaz, Bree, Oliver, Chase, ten ostatni jest zdeterminowany by być w czołówce i próbuje stworzyć wynalazek, dzięki któremu będzie szybciej docierał na misje. Kaz i Oliver starają się także podskoczyć na rankingu i próbują nabyć więcej mocy od mistycznego Arcturionu, którego niegdyś Kaz odnalazł w ruinach Oddziału. Próbują nabyć je tworząc pośredni kontakt z kamieniem, gdyż każdy bezpośredni kontakt skończy się śmiercią. Okazuje się, iż Bree zabrała Arcturion, gdyż jest zdeterminowana by nabyć więcej mocy. Reszta ekipy stara się ją powstrzymać od bezpośredniego dotknięcia kamienia. Kiedy Bree jest bliska dotknięcia kamienia, Skylar używa ionikinezy by ją powstrzymać, jednak promień odbija się od kamienia i trafia w Bree. Bree zaczyna umierać. Skylar by ją uratować postanawia dotknąć kamienia i używając swoją moc uleczania uleczyć BreE. Wszystko dobrze się kończy, jednak okazuje się, że proces uratowania Bree kosztował Skylar kilka mocy, a także okazuje się, że Bree zyskała moce w dodatku do swojej bioniki. Gościnnie: Elisha Hening jako AJ Użyte moce: - Bree: Protonowy dysk, Termo dotyk - Skylar: Ionikineza, Uleczanie - Kaz: Latanie - Oliver: Latanie - Chase: Super inteligencja |                              |                      |                      |                            |                      |                                                   |         |
| 11-12 | Home Sweet Home              | Powrót do domu       | Victor Gonzalez      | Andy Schwartz              | 24 września 2016     | 21 lutego 2017 (część 1) 22 lutego 2017 (część 2) | 110-111 |
| Kiedy siostra Skylar, Scarlett z planety Caldera przybywa w odwiedziny, okazuje się, iż jest zła i porywa Skylar i więzi ją na Calderze. Bree i Oliver ruszają jej na ratunek. Scarlett zamierza przejąć władze na Calderze i Skylar ma jej w tym pomóc. Kiedy dziewczyna przeciwstawia się, Scarlett postanawia wrzucic ją, Bree i Olivera do wulkanu. Tymczasem Chase tworzy dla siebie dziewczynę-androida, jednak Kaz ma inne plany. Epizodycznie: Angeline Appel jako Christina, Paris Berelc jako Scarlett Użyte moce: - Bree: Protonowy dysk, Termojądrowe uderzenie - Oliver: Super siła - Kaz: Pyrokineza - Chase: Super inteligencja, Molekularna kineza - Scarlett: Ionikineza, Tworzenie portali, Pole siłowe |                              |                      |                      |                            |                      |                                                   |         |
| 13 | Sheep-Shifting               | Zamiana              | Bradley Steven Perry | Maxwell Theodore Vivian    | 1 października 2016  | 23 lutego 2017                                    | 115     |
| Oliver próbuje pominąć swoją coroczną tradycje w robieniu halloweenowych żartów na rzecz randki ze Skylar. Kaz postanawia go wyręczyć w tym zadaniu. Problem wynika kiedy Kaz kradnie serum Chase’a które daje moc zmiennokształtności, gdyż Kaz zamienia się w owcę i utyka w tej postaci. Tymczasem Bree musi ochraniać Perry, gdyż ta myśli, że zostanie zamordowana. Gościnnie: Maile Flanagan jako Terry Perry Użyte moce: - Kaz: Zmiennokształtność - Bree: Super szybkość - Chase: Super inteligencja - Skylar: Ionikineza |                              |                      |                      |                            |                      |                                                   |         |
| 14 | Game of Drones               | Walka dronów         | Guy Distad           | Mark Brazill               | 8 października 2016  | 24 lutego 2017                                    | 108     |
| Oliver jest zazdrosny, kiedy Kaz startuje z Chase'm w wyścigu dronów w parku. Oliver dołącza do drużyny, jednak przekonuje Kaza, że Chase nie bierze pod uwagę jego pomysłów, więc Kaz zabiera na wyścig drona Davenporta. W parku okazuje się, że Chase wykorzystał wszystkie pomysły Kaza, a dron który zabrał Kaz to Atakujący Dron, który niszczy wszystko na swej drodze. Tymczasem Perry postanawia przejść się po linie umieszczonej między dwoma wieżowcami, co nie podoba się Bree, która boi się o Perry. Gościnnie: Maile Flanagan jako Terry Perry Użyte moce: - Bree: Super szybkość - Skylar: Mikroskop |                              |                      |                      |                            |                      |                                                   |         |
| 15 | They Grow Up So Fast         | Mała                 | Paul Hoen            | Julia Miranda              | 15 października 2016 | 27 lutego 2017                                    | 113     |
| Tasha przedstawia wszystkim swoją nową córkę Naomi. Bree angażuje się w opiece nad Naomi, jednak dziewczynka ciągle płacze przy Bree. Chase konstruuje wynalazek, który odwraca proces starzenia oraz przyśpiesza go, jednak przypadkowo podlega mu Naomi, która zamienia się w nastolatkę. Jednostka musi przywrócić Naomi do normalności zanim Tasha wróci. Gościnnie: Angel Parker jako Tasha Davenport Użyte moce: - Chase: Super inteligencja - Skylar: Super szybkość - Oliver: Super siła, Latanie |                              |                      |                      |                            |                      |                                                   |         |
| 16 | The Attack                   | Atak                 | William Brent        | Chris Peterson Bryan Moore | 22 października 2016 | 28 lutego 2017                                    | 116     |
| Douglas odkrywa, że miasto spowiła ciemność. Chase domyśla się, że to sprawka Romana i Rikera oraz innych kształtozmieniaczy. Nie wie jednak, że jego nowa dziewczyna, Reese jest ich siostrą, a kiedy nikogo nie ma w pobliżu, wkrada się do bazy by ukraść listę superbohaterów. Elitarna jednostka stara się stawić czoło złoczyńcą. Wkrótce spotykają Rodissiusa, który mówi im, że Reese jest zła. Chase nie może w to uwierzyć. Kiedy idą ją powstrzymać, Bree używa nowej mocy by znokautować Rodissiusa. Reese kradnie listę superbohaterów, a kiedy Douglas chce ją powstrzymać, ta rani go i ucieka. Elitarna jednostka przybywa za późno. Potem Reese widzi swojego ojca rannego i mówi mu że ma listę. Potem oboje są zdumieni skąd Bree ma supermoce... Gościnnie: Jeremy Kent Jackson jako Douglas Davenport, Eric Steinberg jako Rodissius, Fivel Stewart jako Reese, Maile Flanagan jako Terry Perry Użyte moce: - Bree: Protonowy dysk, Świetlne dłonie - Skylar: Ionikineza - Kaz: Pyrokineza - Chase: Pole siłowe - Reese: Zmiennokształtność, Generacja energii - Kształtozmieniacze: Zmiennokształtność |                              |                      |                      |                            |                      |                                                   |         |